# Tour D2
La Tour D2 è un grattacielo della Défense. L'edificio commerciale si trova a Courbevoie, comune alla periferia di Parigi.

## Caratteristiche
L'edificio, alto 171 metri e con 37 piani, è il decimo edificio più alto di Francia. Costruito nel luogo in cui precedentemente si trovava un alto grattacielo seppur di altezza inferiore, è stato inaugurato nel 2014.